# Мартфелд
Мартфелд (њем. Martfeld) општина је у њемачкој савезној држави Доња Саксонија. Једно је од 47 општинских средишта округа Дипхолц. Према процјени из 2010. у општини је живјело 2.793 становника. Посједује регионалну шифру (AGS) 3251026.

## Географски и демографски подаци
Мартфелд се налази у савезној држави Доња Саксонија у округу Дипхолц. Општина се налази на надморској висини од 12 метара. Површина општине износи 35,1 km². У самом мјесту је, према процјени из 2010. године, живјело 2.793 становника. Просјечна густина становништва износи 80 становника/km².

## Међународна сарадња
| Мјесто | Држава    | Врста сарадње | Од    |
| ------ | --------- | ------------- | ----- |
|        | Француска | партнерство   | 1975. |
| Ансин  | Француска | партнерство   | 1986. |
| Извор  |           |               |       |